# کولی‌های خوشبخت هم دیده‌ام
کولی‌های خوشبخت هم دیده‌ام (انگلیسی: I Even Met Happy Gypsies) فیلمی در ژانر درام به کارگردانی آلکساندر پتروویچ است که در سال ۱۹۶۷ منتشر شد. از بازیگران آن می‌توان به باتا ژیوویینوویچ و بکیم فمیو اشاره کرد. این فیلم در بیستمین جشنواره فیلم کن برنده جایزه بزرگ شده است.